# 德米特羅·戈爾東
德米特羅·伊里奇·戈爾東（羅馬化：Dmytro Illich Hordon；1967年10月21日—），烏克蘭記者，電視節目主持人，政治家。《戈登大道》報主編，互聯網刊物《戈登》的創始人。2014年–2016年，基輔市議會代表。

## 職業
戈爾東將他在報紙《戈爾東大道》的工作與出版自己的書籍結合起來。迄今為止，已經出版了39多本書，包括8卷的《插曲英雄》。德米特裡也是電視節目[訪問德米特裡戈登]的作者（自2000年起在烏克蘭電視臺）。超過500名名人是節目的英雄：詩人、作家、演出者、導演、公眾人物、政治家和運動員，其中包括米哈伊爾·戈巴契夫、謝爾蓋·赫魯雪夫、米柯拉·阿莫索夫、葉夫根尼·葉夫圖申科、維塔利·柯洛蒂奇、羅曼·維克蒂烏克、維克托·切爾諾梅爾金、列昂尼德·克拉夫丘克和尼基塔·米哈爾科夫。採訪是與名人的坦率談話。除了新聞業，德米特裡還熱衷於現代音樂。他錄製了大約60首歌曲，發行了六張專輯。他與瓦列裡·列昂蒂耶夫、亞歷山大·羅森鮑姆、塔瑪拉·格維爾特西特利、娜特莉婭·莫希列夫斯卡、娜特莉婭·布欽斯卡和獨奏製作了8個視頻片段。

## 傳記
戈爾東1967年10月21日出生於基輔一個猶太家庭。他的父親伊利亞·戈爾東是一名土木工程師，他的母親米娜·戈爾東是一名工程師經濟學家。戈爾東六歲開始上學，15歲完成。在校期間，他讀了很多書，對革命、內戰和偉大的衛國戰爭的歷史很感興趣。他還熱衷於戲劇、現代音樂和足球。當他在五年級時，他寫了大約一百封信給名人，要求他們把照片寄給他簽名。他得到了兩個答覆：列昂尼德·烏蒂約索夫和約西夫·科布宗。
1988年畢業于基輔土木工程學院。說實話，正如他回憶的那樣，所有五個研究所的歲月都是一個完全的折磨，因為這個職業不是他的一杯茶。在第二年，他開始與基輔的主要報紙合作。在多年的研究期間，他發表在烏克蘭最好的報紙，如"基輔的Vecherniy"（字面意思是"晚上基輔"），"科索莫爾斯科耶茲納米婭"（字面意思是"科姆索莫爾的旗幟"），"莫洛達亞烏克賴納"（字面意思是"年輕的烏克蘭"），"體育"字面上"體育報紙"，"莫洛達亞·格瓦爾迪亞"（字面意思是"青年衛士"），"普拉波里·科米尼茲米"（字面意思是"共產主義的旗幟"），和"共青团真理报"。畢業後，戈爾東為報紙"基輔基輔"、"基輔維多most蒂"（字面意思是"基輔公報"）和"全烏克蘭維多莫里蒂"（字面意思是"全烏克蘭公報"）工作。
自1995年以來，他一直在編輯自己的報紙，一個每週的社會專欄"大道"（自2005年以來"戈登大道"）。今天在烏克蘭，"戈爾東大道"是最受歡迎的報紙之一，發行量很高。該周的讀者人數超過250萬。該報還在俄羅斯、美國、以色列、西班牙、義大利和德國發行。
戈爾東是七個孩子的父親。大兒子羅斯蒂斯拉夫（生於1992年）是基輔國際關係學院的學生。二兒子德米特裡（生於1995年）是歐洲青年年齡組聯合戰鬥運動的四屆冠軍。他也是器樂的作曲家，他彈鋼琴。自2012年以來，他是波士頓伯克利音樂學院的學生。伊麗沙白（1999年出生）和列夫（2001年出生）是小學生。他的妻子是阿萊西亞——《舒斯特生活》的編輯。與阿萊西亞他們有三個女兒：聖誕老人（2012年），愛麗絲（2016年），利亞娜（2019年）。

## 筆記
- https://web.archive.org/web/20171017044804/http://detector.media/community/article/123361/2017-02-20-kanal-112-ukraina-zapuskae-programu-dmitra-gordona/
- https://web.archive.org/web/20171017044804/http://detector.media/community/article/123361/2017-02-20-kanal-112-ukraina-zapuskae-programu-dmitra-gordona/
- https://detector.media/infospace/article/123475/2017-02-23-programa-gordon-startue-na-112-ukraina-25-lyutogo/ （页面存档备份，存于）
- https://detector.media/community/article/167338/2019-05-16-dmitro-gordon-i-olesya-batsman-idut-z-kanalu-112-ukraina-cherez-viktora-medvedchuka/ （页面存档备份，存于）

## 連結
- http://www.gordon.com.ua （页面存档备份，存于）